# Titilupe Fanetupouvava'u Tuita Tu'ivakano
Titilupe Fanetupouvava'u Tuita-Tupou Tu'ivakano (Nukualofa, 2 de agosto de 1978) es una diplomática tongana, que actualmente ejerce como Alta Comisionada de Tonga ante el Reino Unido, y como Embajadora ante los Países Bajos y Luxemburgo.

## Biografía

### Primeros años y educación
Titilupe Fanetupouvava'u Tuita nació el 2 de agosto de 1978 como la segundogénita de la princesa real de Tonga, Carlota Mafileʻo Pilolevu Tuita y su esposo, Lord Siosaʻia Maʻulupekotofa Tuita. Es, por lo tanto, una miembro de la Casa de Tupou, nieta del rey Taufa'ahau Tupou IV y sobrina del actual monarca, Tupou VI, ocupando el decimoprimer puesto en la línea de sucesión al trono. En 1989 ingresó a Tonga High School. Tiene una licenciatura en Antropología en 1999, y PG Cert en Estudios Diplomáticos de la Universidad de Oxford.

### Carrera
Antes de ingresar en el servicio civil en 2001, se desempeñó como presentadora de noticias. Entonces ingresó a la Oficina del Primer Ministro como secretaria asistente. En 2006 fue nombrada Asistente Lord Chambelán de la Oficina del Palacio Real. Entre 2012 y 2018 ocupó el cargo de Jefa de Protocolo en el Ministerio de Asuntos Exteriores de Tonga.
Fue acreditada como Alta Comisionada de Tonga en el Reino Unido, por la reina Isabel II el 27 de junio de 2018. El cargo ya había sido desempeñado entre 1989 y 1992, por su padre, Siosaʻia Maʻulupekotofa Tuita. El 25 de septiembre de 2020 fue acreditada, a su vez, Embajadora en Luxemburgo, siendo la primera vez en la que este país aceptaba a un representante de Tonga. El 16 de diciembre de 2021 fue acreditada como Embajadora en los Países Bajos, tras presentar sus credenciales al rey Guillermo Alejandro.
El 4 de agosto de 2020, ratificó el Convenio sobre la prohibición de las peores formas de trabajo infantil junto con el director general de la Organización Internacional del Trabajo, Guy Ryder, completando la lista de los Estados firmantes.
Es, además, Patrona de la Asociación de Rugby de Mujeres de Tonga, y del Club de Golf de Tonga.

## Vida personal
En 2007 se comprometió con el militar Mayor Jorge Kiu Tau-ki-Vailahi Kaho. Contrajeron matrimonio el 30 de abril de ese año, y dos días después, el 3 de mayo se llevó a cabo la ceremonia religiosa. Son padres de tres hijos.
- El Honorable Simon Tu’iha’atu ‘Unga George Ma’ulupekotofa Tu’ivakano (nacido el 14 de abril de 2011 en el Hospital de la Ciudad de Auckland).
- La Honorable Michaela Mary Rose Halaevalu Tokilupe Hala-‘i-Vahamama‘o Tu’ivakano (nacida el 21 de mayo de 2012).
- La Honorable Fatafehi Lapaha Carlota Koila Tu’ivakano (nacida el 1 de diciembre de 2013).

## Honores
Nacionales
- Dama Gran Cruz de la Real Orden de la Corona de Tonga (30/06/2015).
- Dama Comendadora de la Orden de la Reina Carlota Tupou III (31/7/2008).[16]
- Medalla Conmemorativa de la Coronación de Jorge Tupou V (01/08/2008).
- Medalla Conmemorativa de la Coronación del Rey Tupou VI (04/07/2015).